# مسلمة (فلسفة)
البديهِيَّة أو البدهية أو المُسلَّمة أو الموضوعة أو الأولية (ب[أكسيوما] خطأ: {{اللغة-؟؟}}: نص الرومنة ليس بالخط اللاتيني (الموضع 1: α) (مساعدة)) هي منطقٌ أو قضيَّةٌ أو مبدأٌ يُسلَّم به دون برهان أو دلائل تسنده؛ لأنّه واضح كالمبادئ العقلية والأوليَّات والضروريَّات. يمكن أن تكون المسلمة هي العبارة، الافتراض، المقولة أو القاعدة التي تشكل أساسًا للنظام الشكلي. بخلاف المبرهنات، المسلمات لا يمكن أن تشتق بمبادئ الاستنتاج، كما لا يمكن اثباتها عن طريق برهان شكلي - ببساطة لأنها مقدمات مفترضة - ليس هناك شيء آخر تستنتج منه منطقيًا (والا سيفترض تسميتها نظرية).
كما يتضح من التعريف، المسلمة ليست بالضرورة حقيقة بينة بذاتها، ولكن بالأحرى تعبير شكلي منطقي يستعمل في الاستدلال للحصول على أكبر عدد ممكن من النتائج. تعتبر حقائق نظام معرفي مبسطة عندما يتم إثبات أن مجموعة ما من تصريحاته يمكن استخلاصها من جمل قليلة متعارف عليها وواضحة جيدا. وهذا لا يعني أنها يمكن أن تكون معروفة بشكل مستقل؛ وهناك عادة عدة طرق لتبسيط حقائق نظام معين من المعرفة (مثل الحساب). الرياضيات تميز نوعين من المسلمات : المسلمات المنطقية والمسلمات غير المنطقية.
المسلمات تؤخذ بشكل أساسي على أنها صحيحة ولا تحتاج لإثبات ومن هنا جاء اسمها (مسلمة) فهي تعتبر مسلمة الصحة ضمن هذا النظام الشكلي الذي يتشكل بناء عليها. بطبيعة الحال هذا لا يمنع التساؤل عن مدى صواب هذه المسلمات خارج النظام الشكلي، مما يدفع آخرون لتبني نظام جديد من المسلمات ينتج عنه نظام شكلي جديد وقواعد رياضية جديدة. أحد أشهر الأمثلة مسلمات إقليدس التي تتشكل بناء عليها الهندسة الإقليدية المستوية، وهي تختلف بشكل جذري عن هندسة لوباتشيفسكي أو هندسة ريمان التي تتبنى مسلمات أخرى.
في بعض نظريات المعرفة (الابستمولوجيات): تعتبر المسلمات حقائق ذاتية الصحة تستند إليها بقية المعارف. لكن لا تعترف باقي نظريات فلسفة المعرفة بمسلمة ما يدعى بالمسلمات.
في المنطق ونظرية الألعاب والرياضيات : ليس من الضروري أن تكون المسلمة ذاتية الإثبات بل يكفي أنها تعبير منطقي شكلي يستخدم في الاستنتاج ليعطي النتائج. يعتبر نظام معرفي مسلمًا عندما يثبت أن كامل ادعاءاته، قضاياه، وحقائقه تستند إلى مجموعة صغيرة من المسلمات المستقلة عن بعضها البعض.

## مسلمات
1. يمكن رسم خط مستقيم من أي نقطة إلى أي نقطة أخرى.
2. الخط المستقيم لا نهاية لهُ.
3. من نقطة معلومة يمكن رسم قوس دائرة واحدة.
4. كل الزوايا القائمة متطابقة.
5. من نقطة معلومة، يمكن رسم مستقيم واحد يوازي مستقيم معلوم.

## التاريخ
ذكرها الجرجاني في كتابه التعريفات:
المُسَلَّمات قضايا تسلم من الخصم ويبنى عليها الكلام لدفعه، سواء كانت مسلمة بين الخصمين، أو بين أهل العلم، كتسليم الفقهاء مسائل أصول الفقه، كما يستدل الفقيه على وجوب الزكاة في حلي المبالغة، بقوله صلى الله عليه وسلم «في الحلي زكاة»، فلو قال الخصم: هذا خبر واحد ولا نسلم أنه حجة، فنقول له: قد ثبت هذا في علم أصول الفقه، ولا بد أن تأخذه ها هنا.